# Symphony of Destruction
Singles de Megadeth
Hangar 18
(1991) Sweating Bullets
(1993)
Symphony of Destruction est une chanson du groupe américain de Thrash metal Megadeth, extrait de l'album Countdown to Extinction paru en 1992.
Aux États-Unis, le single s'est classé à la 29e position au Mainstream Rock Tracks chart la semaine du 19 septembre 1992 et à la 71e au Billboard Hot 100 la semaine du 5 décembre 1992. Le single se classe également au Canada à la 91e position, 15e au Royaume-Uni et en Nouvelle-Zélande et 14e en Irlande

## Paroles et clip
Les paroles parlent d'un citoyen ordinaire qui pourrait être placé dans une position où il peut diriger le pays pendant que la nation est traitée comme des marionnettes par un gouvernement fantôme. Le joueur de flûte (The Pied Piper) est une référence au personnage principal dans le poème de Robert Browning Le Joueur de flûte de Hamelin.
Écrit par le chanteur du groupe Dave Mustaine, la chanson a été considérablement diffusée sur les radios et a eu une place importante dans les charts, faisant de cette chanson l'une des plus connues de Megadeth. Wayne Isham a réalisé le clip vidéo pour Symphony of Destruction, une vidéo très controversée qui a été censurée à cause d'une scène d'assassinat qu'MTV jugeait "trop sévère". La vidéo présente chaque membre du groupe jouant individuellement, avec une histoire non linéaire filmée en noir et blanc autour d'un candidat politique qui est assassiné, d'anarchie massive et d'émeutes provoquées par l'événement.
Symphony of Destruction dure 4 minutes et 7 secondes. Concernant l'introduction de la chanson, le groupe a déclaré que c'était tout simplement le son d'un orchestre accordant ses instruments (ce qui est fait avant chaque symphonie).

## Composition du groupe
- Dave Mustaine – chants, guitare
- David Ellefson – basse, chœurs
- Marty Friedman – guitare solo, chœurs
- Nick Menza – batterie, chœurs

Autres
- Trent Reznor – remix (piste 5)
- Sascha Konietzko – remix (piste 6)

## Liste des titres
| A.  | Symphony of Destruction (radio mix) | Dave Mustaine                             | Dave Mustaine                                             | 4:02 |
| B1. | Breakpoint                          | Dave Mustaine, David Ellefson, Nick Menza | Dave Mustaine, David Ellefson, Nick Menza                 | 3:30 |
| B2. | Go To Hell                          | Dave Mustaine                             | Dave Mustaine, David Ellefson, Nick Menza, Marty Friedman | 4:35 |

Toute la musique est composée par Dave Mustaine.
| 1. | Symphony of Destruction                                   | Dave Mustaine                 | 4:04 |
| 2. | Peace Sells (live)                                        | Dave Mustaine                 | 4:52 |
| 3. | In My Darkest Hour (live)                                 | Dave Mustaine, David Ellefson | 5:56 |
| 4. | Foreclosure of a Dream                                    | Dave Mustaine, David Ellefson | 4:16 |
| 5. | Symphony of Destruction (Extended Gristle Mix)            | Dave Mustaine                 | 4:04 |
| 6. | Holy Wars... The Punishment Due (General Schwarzkopf Mix) | Dave Mustaine                 | 4:04 |

## Classements
| Pays                                      | Position | Réf   |
| ----------------------------------------- | -------- | ----- |
| Canada (RPM)                              | 91       | [ 5 ] |
| États-Unis (Billboard Hot 100)            | 71       | [ 3 ] |
| États-Unis (Mainstream Rock Tracks chart) | 29       | [ 1 ] |
| Irlande (IRMA)                            | 14       | [ 8 ] |
| Nouvelle-Zélande (Recorded Music NZ)      | 15       | [ 7 ] |
| Royaume-Uni (UK Singles Chart)            | 15       | [ 6 ] |